# Windows Media Rights Manager
Windows Media Rights Manager – system zarządzania prawami cyfrowymi (Digital Rights Management, DRM) opracowany przez Microsoft, służący do zabezpieczania cyfrowej treści i dystrybuowania jej przez Internet. Komponenty software’owe pozwalają na publikowanie plików w zaszyfrowanym formacie, konfigurowanie i zarządzanie witryną i związanymi z tym licencjami. Od wersji 6.2 Windows Media Player sprawdza zabezpieczenia, zanim rozpocznie odtwarzanie plików – jeśli nie były one autoryzowane przez licencję w komputerze, WMP odsyła do stosownej witryny po rejestrację.
Pliki z mediami i licencje zezwalające na ich odtwarzanie są oddzielne. Licencje są przypisane do komputera, nie do treści. Jeśli treść jest przekazywana do kogoś innego, nie może być odtwarzana na innej maszynie bez ważnej licencji.
Zarządca uprawnień może być wykorzystany w rozmaitych zastosowaniach, w tym w subskrypcjach czy wersjach demonstracyjnych. Dla przykładu, piosenka może mieć ważność, dopóki utrzymywana jest subskrypcja albo może „wygasać” po odtworzeniu pewną liczbę razy lub w określonym dniu.